# Dame d'Elche
La Dame d'Elche (Dama d'Elx en catalan, Dama de Elche en espagnol) est une sculpture en pierre calcaire représentant le buste d'une femme ibérique, datée du Ve ou du IVe siècle av. J.-C. Elle fut découverte le 4 aout 1897 sur un site archéologique, l'Alcudia, à 2 km au sud d'Elche, près d'Alicante, en Espagne.
Il existe près d'Elche une petite montagne que les Arabes appelaient Alcudia (monticule), qui dans l'Antiquité était quasi entièrement entourée d'une rivière. On sait qu'elle fut une colonie ibère dénommée Helike (en grec) et que les Romains appelèrent Illici Augusta Colonia Julia. Quand les Arabes et les Berbères vinrent à leur tour, ils établirent la ville plus bas, sur la partie plane, conservant cependant le toponyme romain d'Illici, qui fut arabisé en Elche.
Ce buste est conservé au Musée archéologique national de Madrid. Il s'agit du reste archéologique le plus connu et important de la culture ibère.

## Contexte initial
La fouille du site portuaire de Santa Pola (Alicante) a permis de dégager, au lieu-dit La Picola, les traces d'un petit établissement antique (0,3 ha.). L'occupation n'aura duré que de 450 à 330 av. J.-C. Curieusement, il est composé sur un plan presque carré de type grec, avec un tracé régulateur et un système défensif complexe caractéristiques de la tradition grecque. Par contre les habitudes culinaires et certaines pratiques religieuses d'inhumation des nouveau-nés sous le sol des maisons relèvent de la culture ibère. Pierre Rouillard (CNRS) et Pierre Moret (TRACES : UMR 5608) proposent d'y voir la marque d'un architecte grec sollicité pour l'édification un emporion (un port de commerce) à l'initiative des indigènes. Le nouveau lieu offrait aux commerçants grecs itinérants l'assurance de la sécurité des échanges et la protection des biens entreposés à l'abri de cette enceinte. On peut alors comprendre que c'est à Elche (Illici), à seulement 16 km. de là, dans un milieu familiarisé aux procédés grecs et aux images des grecs qu'un atelier de sculpteurs se soit aussi familiarisé aux procédés de sculpture grecque, alors que l'on ne trouve aucune sculpture ibérique de cette qualité dans un rayon de 200 km. autour de la colonie d'« Emporion » (Empúries, en Catalogne). C'est un contexte « porteur » qui a favorisé la création de cette sculpture exceptionnelle.

## Description

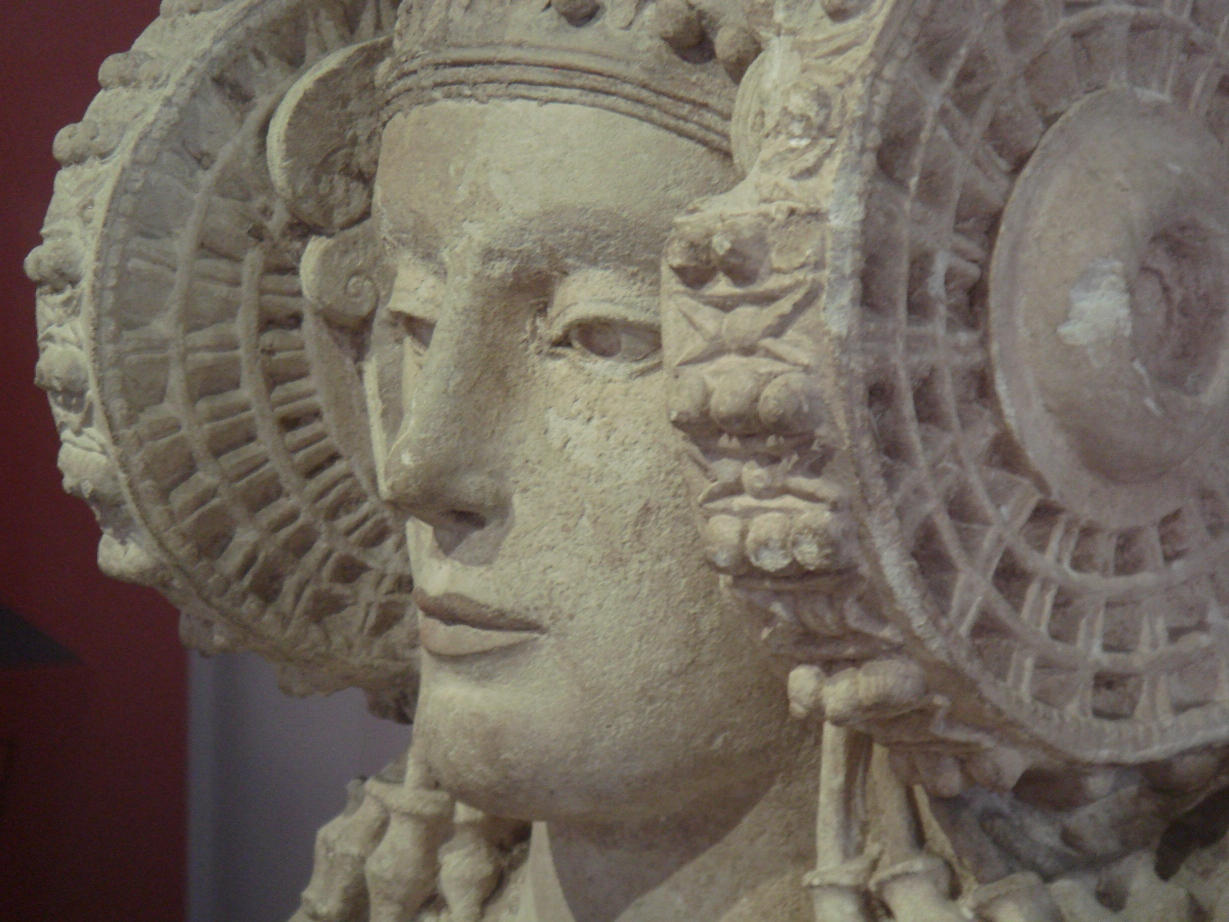
Dame d'Elche

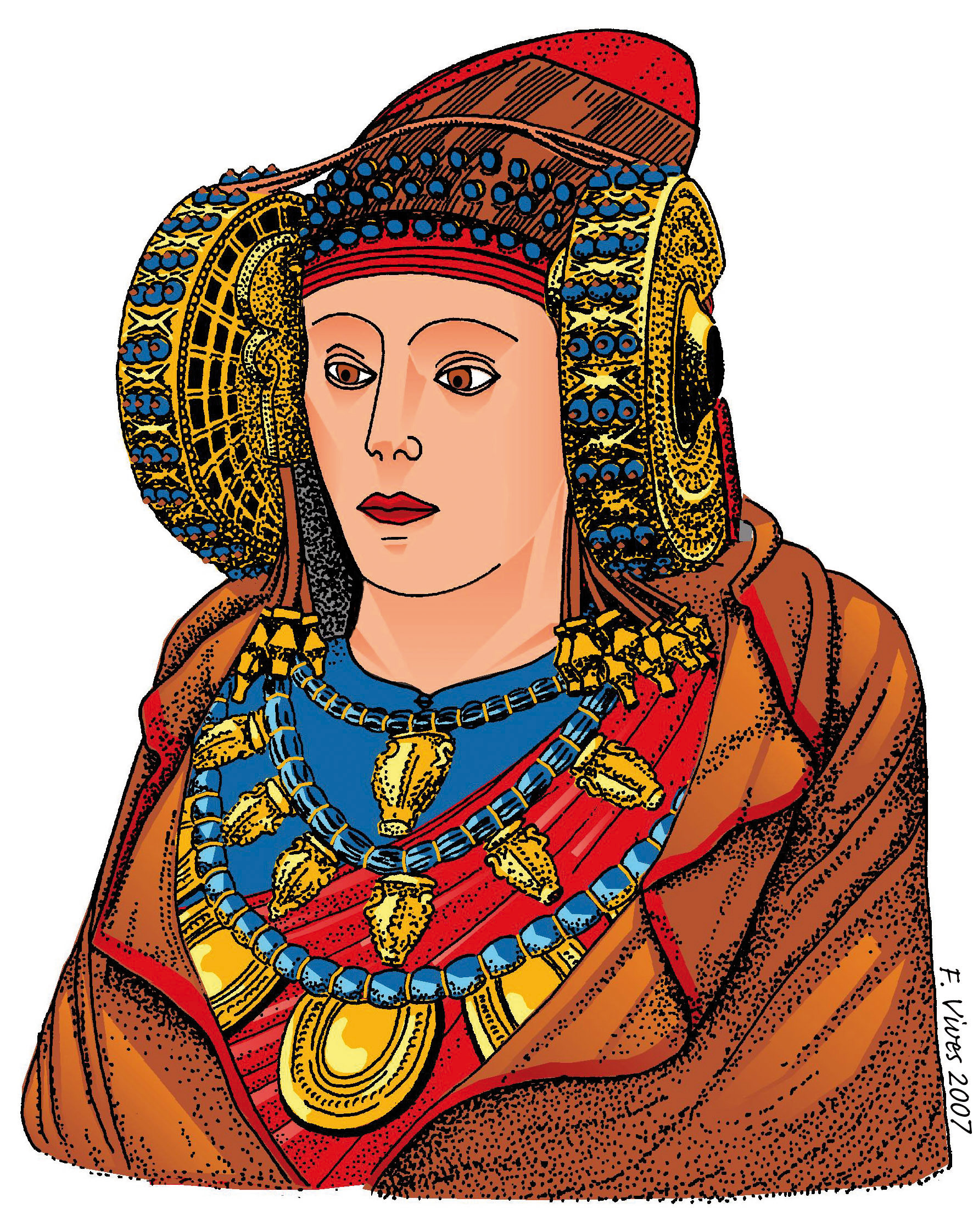
Restitution hypothétique de la polychromie selon Francisco Vives

La sculpture en calcaire représente un buste de femme richement orné. Son costume est totalement ibérique. Elle porte une tunique bleue de lin fin, une mantille soutenue par un peigne (qui peut être une tiare), qui tombe en travers de la poitrine. Cette mantille était rougeâtre et elle contenait même des restes de peinture. Une grande cape (manteau) de toile épaisse et pesante la recouvrait. Celle-ci était de couleur marron avec un liseré rouge. Les lèvres conservaient également des restes de couleur rouge. La sculpture est faite en pierre calcaire fine et orange et le visage possède la couleur naturelle de cette pierre, probable couleur naturelle de son teint.
Cette sculpture mesure 56 cm de haut et a dans son dos une cavité presque sphérique de 18 cm de diamètre et 16 cm de profondeur, qui servait peut-être à y introduire des reliques, des objets sacrés ou des cendres comme offrandes au défunt. De nombreuses autres figures ibériques de caractère religieux, trouvées en d'autres endroits, ont aussi dans leur dos un creux et, comme la Dame d'Elche, leurs épaules se montrent légèrement courbées vers l'avant.
La Dame porte des bijoux caractéristiques des Ibères : des cercles qui couvrent les oreilles où pendent des petites chaines liées à une lanière de cuir qui lui ceint le front. Des colliers et des couronnes avec des petites sphères et des filigranes. Ce sont des reproductions de bijoux qui eurent leur origine en Ionie au VIIIe siècle av. J.-C. et qui arrivèrent plus tard en Étrurie (Italie). Aux dernières analyses, on a découvert un petit fragment de feuille d'or dans l'un des plis du dos. Cela conduit à supposer que les bijoux de la sculpture étaient recouverts de feuilles d'or.
Artémidore d'Ephèse, homme d'État qui voyagea par les côtes de l'Ibérie vers l'an 100 av. J.-C., décrit la femme ibérique en un texte qui nous est resté, et où l'on reconnaît fort bien la description de la Dame d'Elche : « Certaines femmes ibériques portaient des colliers de fer et de grandes armatures à la tête, sur laquelle elles posaient le voile à la manière d'une ombrelle, qui leur recouvrait le visage. Mais d'autres femmes s'accrochaient un petit tympanon autour du cou qu'elles serraient fortement à la nuque et à la tête jusqu'aux oreilles et qu'elles pliaient vers le haut, sur les côtés et derrière. »

## Historique

### Découverte
On découvrit le buste le 4 aout 1897. Les ouvriers de la propriété étaient en train d'effectuer le déblaiement du versant sud-est de la colline de La Alcudia, à des fins d'exploitation agricole. Selon la légende locale, Manuel Campello Esclápez, dit Manolico, un jeune de 14 ans (cette donnée est en désaccord avec son acte de naissance), qui aidait pour les tâches, fut le découvreur. Utilisant le pic d'Antonio Maciá, et profitant d'une pause des journaliers, il commença à creuser. Les ouvriers agricoles du docteur Campello d'Elche se trouvaient être en train de déjeuner, tandis que le jeune Manolico poursuivait sa tâche dans le terre-plein du monticule de La Alcudia. D'un coup de houe, il se rendit compte qu'il tombait sur quelque chose de dur qui n'était pas de la terre (on peut encore voir la marque de la houe). Il appela les hommes et tous se mirent à gratter le sable. C'est ainsi qu'apparut le buste de la Dame d'Elche. Depuis, elle fut baptisée par Manolico Reine maure. Cette version diffère toutefois du rapport officiel rédigé par Pedro Ibarra, le 14 aout de cette même année. D'après ce rapport, c'est Antonio Maciá qui, avec son pic, heurta la Dame.
Le docteur Campello était marié avec Asunción Ibarra, fille d'Aureliano Ibarra Manzoni, un humaniste du XIXe siècle qui, en plus de ses activités, s'adonnait à l'archéologie par goût, et qui avait rencontré une grande quantité d'objets et de vestiges ibères sur ses terres et sur des sites de la commune d'Elche. Grâce à cela, il avait constitué une collection de grande valeur qu'il laissa en héritage à sa fille Asunción, ainsi que la charge d'effectuer, à sa mort, les démarches nécessaires pour que la collection fût proposée à l'Académie royale d'histoire, pour être finalement placée au Musée archéologique national de Madrid. Il était stipulé dans le testament que la collection devait être achetée en bloc.
À la mort de son père, Asunción s'apprêta à exécuter le testament et en communiqua le texte aux responsables à Madrid. L'Académie se réunit en séance plénière le 18 mars 1891 sous la présidence de don Antonio Cánovas del Castillo. On proposa d'étudier l'affaire et une commission fut nommée le 17 mai. Les mandataires de cette commission furent Juan de Dios de la Rada y Delgado et Juan Vilanova y Piera, qui devaient se rendre rapidement à Elche pour mener à bien les négociations. Ils furent d'accord pour acquérir le lot qui serait réglé en trois versements. Mais il arriva que l'un des versements arriva à échéance à une date proche de la découverte de la Dame. À partir de ce moment-là, il y eut un contentieux, puisque sa propriétaire doña Asunción n'était pas d'accord pour l'inclure avec les autres pièces et que l'Académie n'était plus d'accord pour continuer de payer...
Pour sa part, Pedro Ibarra Ruiz (frère du défunt don Aureliano et archiviste à la mairie d'Elche), en son enthousiasme pour la nouvelle découverte, avait fait quelques photographies dont il avait fait parvenir des copies à l'académicien José Ramón Meliá, au directeur du Musée archéologique national de Madrid, Juan de Dios de la Rada, et à l'éminent archéologue allemand Emil Hübner. Tous voulurent faire l'acquisition.
À Elche, tout le monde connaissait la découverte et c'était un sujet de conversation. Les amis de la famille allaient la regarder à la maison, mais les autres personnes ne pouvaient faire de même, alors la Dame (la reine maure) fut exposée sur le balcon pour que tout le voisinage de la localité pût la contempler.
Le lieu où fut découvert le buste de la Dame est un gisement archéologique où l'on a découvert au fil des ans de nombreuses pièces de grande valeur, ibériques et romaines, témoignages de ces cultures. On y a découvert un village ibéro-punique, des égouts romains, des mosaïques et une lampe à l'effigie de saint Abdon, qui appartiennent à une basilique paléochrétienne qu'on suppose du Ve siècle. Ce dernier témoignage archéologique se trouve appuyé par les codex des conciles de Tolède, où l'on parle des évêques présents provenant d'Illici (Elche).

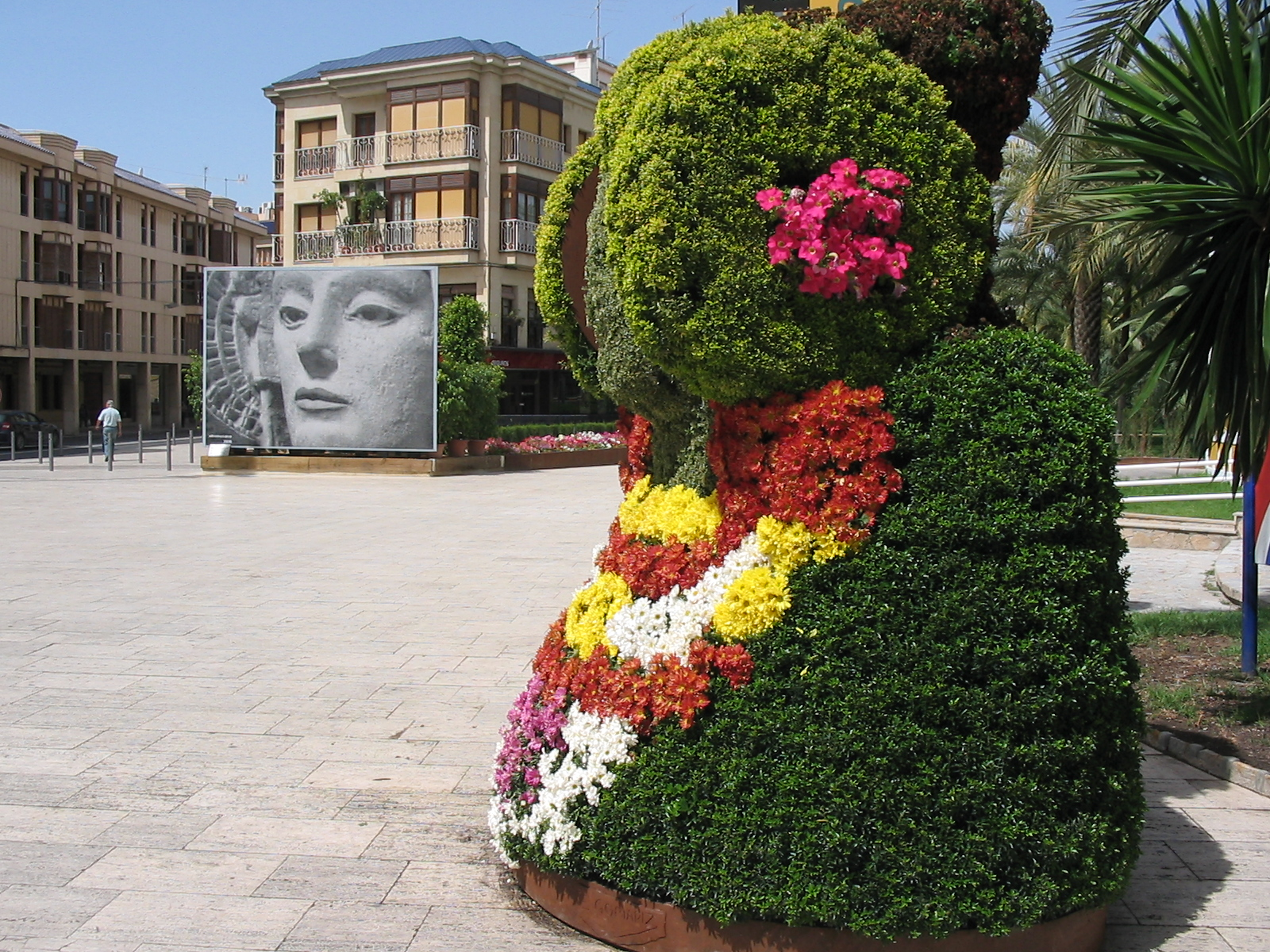
Une des répliques de la Dame d'Elche réparties dans la ville, à côté d'une vitromosaïque du visage de la Dame.

### Emplacements successifs
On célèbre chaque année à Elche, les 14 et 15 aout, le Mystère d'Elche. Don Pedro Ibarra avait invité chez lui à participer à cette fête l'archéologue français Pierre Paris. Quand l'archéologue vit le buste ibère, il sut qu'il s'agissait d'un véritable bijou et en informa les responsables du Musée du Louvre à Paris, qui répondirent tout de suite en offrant une belle somme : 4 000 francs de l'époque. En dépit de l'opposition de doña Asunción, le buste ibérique fut vendu et le 30 août 1897 la « déesse ibère » partait emballée soigneusement pour Paris. Pendant quarante ans, la Dame d'Elche fut exposée en l'un des musées les plus importants d'Europe, le Louvre.
Après le début de la Seconde Guerre mondiale, en 1939, et par mesure de précaution, elle fut transférée au château de Montauban, près de Toulouse, lieu plus sûr que la capitale. En 1941, les Espagnols réussirent à la récupérer moyennant un échange d'œuvres avec le régime de Vichy du maréchal Pétain, un accord qui incluait également La Inmaculada concepción de los Venerables o de Soult (1678) (du nom du maréchal français Jean-de-Dieu Soult qui la déroba) de Murillo et diverses pièces du Trésor de Guarrazar, qui appartenaient au Musée de Cluny, ainsi que les restes des écritures ibériques d'Osuna. En échange, on rendit à la France un portrait de Marie-Anne d'Autriche de Diego Vélasquez, dont le Prado possédait une autre version quasi identique (on transféra la version considérée de qualité inférieure, et qui même pour certains, est une copie d'atelier), et une œuvre du Greco du Musée Santa Cruz de Tolède. C'est pourquoi, en réalité, elle est propriété du Musée du Prado (numéro de catalogue E433), où elle demeura pendant trente ans, depuis qu'elle revint en Espagne jusqu'à ce qu'en 1971, elle fût transférée au Musée archéologique national de Madrid où elle se trouve en dépôt. En 1965, la Dame d'Elche revint brièvement en terre ilicitaine (= d'Elche) en vue du septième centenaire du Mystère d'Elche.
La ministre de la Culture espagnole Carmen Calvo rendit publique le 19 janvier 2006 la décision de céder temporairement la Dame à sa ville d'origine. Depuis ce moment, on commença un processus qui culmina le 18 mai 2006, en cela que la Dame d'Elche présida l'inauguration du Musée archéologique et d'histoire d'Elche (au palais d'Altamira) et l'exposition « De Ilici a Elx, 2500 años de historia » (« D'ilici à Elx, 2 500 ans d'histoire »), qui eut lieu en différents endroits de la ville.

## Authenticité de laDame
Il y a eu de nombreuses critiques et opinions sur la découverte de cette pièce archéologique et il y a eu des spéculations sur la possibilité qu'elle ne soit pas de si haute antiquité, et qu'il s'agisse d'une fraude moderne. En 1995, dans l'University of Florida Press, le professeur John F. Moffitt écrivit sur le thème dans Art Forgery: The Case of the Lady of Elche.
Récemment, l'analyse de sa polychromie réalisée par l'équipe de Pilar Luxán du Conseil supérieur de la recherche scientifique, en Espagne, a prouvé l'antiquité du pigment et de la structure des couches d'impression et de pigmentation, ainsi que du processus de sa perte par dissolution et recristallisation du mortier de plâtre qui avait été posé pour recevoir la couleur.

## Documentaires
- Une dame, des pierres, des hommes, film réalisé de Paul Rambaud et Claude Delhaye (réalisateurs), Pierre Rouillard (direction scientifique), 26 min, CNRS Images, 2011
- « La caméra et l'archéologue Septembre 2014 - Juin 2015 » [PDF], sur le site du Musée d'Archéologie nationale (consulté le 8 août 2017), p. 3 et 4